# El Palo Alto
Pour les articles homonymes, voir Palo Alto (homonymie).
El Palo Alto est un arbre célèbre : c'est un séquoia à feuilles d'if ou séquoia toujours vert (Sequoia sempervirens) qui a donné son nom à la ville de Palo Alto en Californie. Son nom signifie «le grand bâton» en espagnol.

## Caractéristiques
Il est situé dans le El Palo Alto park au bord de la San Francisquito Creek au croisement de El Camino Real, Alma Street et Palo Alto Avenue. Il mesure 33,5 mètres de haut actuellement (contre 41 mètres en 1951) et 2,3 mètres de diamètre à la base. En 1955, George Hood, un arboriste de Palo Alto, a évalué son âge à 1015 ans, ce qui lui fait, en 2006, 1066 ans. Cet arbre est encore en bonne santé, et les observations montrent qu'il est bien enraciné, que son tronc continue de grossir, et que sa canopée est en meilleure forme qu'il y a 50 ans.

## Histoire
- Du 6 au 11 novembre 1769, le général Gaspar de Portolà, explorateur espagnol, et son expédition campent sous "El Palo Alto" alors qu'ils explorent les environs de la baie de San Francisco. À l'époque, cet arbre servait de repère puisqu'il était plus grand que ses voisins, ce qui n'est plus vrai aujourd'hui.
- En 1775, le Colonel Franciscain Juan Bautista de Anza choisit cet endroit pour implanter une mission, qui sera finalement établie à Santa Clara.
- En 1850, "El Palo Alto" est utilisé comme point de repère par les géomètres pour construire la route San Francisco-San José, plus tard El Camino Real.
- Lors de l'ouverture de l'université Stanford, en 1891, l'arbre devient le symbole de cette université à la renommée internationale, avant de devenir le symbole de la ville fondée en 1894.